# Столовицкий, Игорь Михайлович
Игорь Михайлович Столовицкий (укр. Ігор Михайлович Столовицький; 29 августа 1969, Черкассы, Украинская ССР, СССР) — советский, украинский футболист и тренер, обладатель Кубка Украины (1994/95), мастер спорта Украины.

## Футбольная биография

### Карьера игрока
Заниматься футболом Игорь Столовицкий начинал в черкасской ДЮСШ-1, где его первым тренером стал Александр Николаевич Блуд. Позже продолжил обучение в харьковском спортинтернате, по окончании которого перешёл в рязанский «Спартак», выступавший под руководством тренера Александра Кашигина во второй лиге СССР. За команду мастеров из Рязани (в 1987 году носившую название «Сапфир», а в следующем году переименованную в «Торпедо») Столовицкий отыграл четыре сезона, постепенно став ведущим футболистом этого клуба.
В 1990 году молодой полузащитник получил приглашение от высшелиговой команды «Шахтёр» (Донецк), которую тренировал Валерий Яремченко. В элитном дивизионе Игорь дебютировал 4 марта 1990 года в гостевом поединке против московского ЦСКА, заменив в конце игры Сергея Щербакова. Всего в своём первом сезоне за донецкий клуб провёл 17 матчей в чемпионате (из них трижды выходил на поле в стартовом составе), а также сыграл 2 матча на Кубок СССР, в которых отличился двумя забитыми голами. В следующем сезоне, ставшем последним в истории проведения чемпионатов СССР, Столовицкий отличился и своим первым голом в высшей лиге — 5 июня 1991 года, в матче «Металлист» — «Шахтёр», завершившимся со счётом 2:2, на 76 минуте переиграл харьковского голкипера Валерия Дудку, реализовав выход один на один.
7 марта 1992 года в поединке «Металлург» (Запорожье) — «Шахтёр» Столовицкий вместе с командой дебютировал в первом независимом чемпионате Украины. В матче второго круга против той же запорожской команды Игорь открыл счёт и своим голам в украинском первенстве. В целом дебютный чемпионат горняки, считавшиеся одними из фаворитов турнира, провели не слишком удачно, уступив первое место в своей подгруппе симферопольской «Таврии», в итоге и ставшей первым чемпионом Украины. Сам же Столовицкий уже был твёрдым игроком основного состава, приняв участие во всех поединках дончан в чемпионате. В сезоне 1992/93 «Шахтёру» снова не удалось финишировать в числе призёров чемпионата, заняв всего лишь 4 место. Только с третьей попытки Столовицкому с партнёрами удалось пробиться на пьедестал почёта, став серебряным призёром чемпионата 1993/94. В этом же сезоне, в сентябре 1993 года, полузащитник мог оказаться в одном из клубов Израиля, но, не договорившись по условиям контракта, вскоре возвратился в донецкую команду.
В августе 1994 года «Шахтёр» сыграл в предварительном раунде Кубка УЕФА, где встретился с норвежским «Лиллестрёмом», уступив сопернику по итогам двух матчей с общим счётом 4:3. Столовицкий принял участие в первом поединке, состоявшемся 8 августа в Норвегии. После первого круга сезона 1994/95 команду покинул главный тренер Валерий Яремченко, и новым наставником был назначен Владимир Сальков. В чемпионате горняки снова остались за пределами призовой тройки, финишировав на 4 месте, но на этот раз удачно выступили в розыгрыше Кубка Украины, впервые выиграв почётный трофей. Столовицкий участие в финальном матче не принимал, хотя и отыграл предыдущие 6 поединков, в которых забил один гол. Этот сезон стал последним в донецкой карьере Столовицкого. По завершении чемпионата полузащитник покинул «Шахтёр».
Первый круг чемпионата 1995/96 Игорь провёл в другом клубе высшей лиги Украины — «Торпедо» (Запорожье), после чего в зимнее межсезонье возвратился в рязанский «Спартак», в составе которого принимал участие в первенстве второй лиги России, по итогам которого рязанский клуб занял 5 место в зоне «Центр». Весной 1997 года Столовицкий возвращается в Черкассы, где стал выступать за команду родного города, принимавшую участие в первенстве Украины среди команд первой лиги. В Черкассах создавался боеспособный коллектив, ставивший задачу пробиться в элитный дивизион, и опытный футболист стал одним из лидеров коллектива. Наиболее близко к поставленной цели ФК «Черкассы» был в сезоне 1998/99, но в стыковом матче за право играть в высшей лиге черкащане уступили ивано-франковскому «Прикарпатью». В следующем сезоне команда вновь остановилась за шаг от проходного места, финишировав на третьей позиции. После этого в клубе произошли серьёзные изменения. Коллектив покинули ряд ведущих игроков. Ушёл с команды и Столовицкий, перебравшийся в кировоградскую «Звезду», которая покинула высшую лигу. Опытный футболист помог команде вернуться в элитный дивизион в сезоне 2002/2003, вместе с партнёрами став победителем перволигового турнира. Возвратившись в элиту украинского футбола, подопечные кировоградского тренера Юрия Коваля сезон провели крайне неудачно, завершив чемпионат на последнем месте. По окончании первенства Столовицкий, отыгравший в сезоне 21 матч, покинул «Звезду», вернувшись в Черкассы.
Сезон 2004/05, который Столовицкий вместе с черкасским коллективом провёл во второй лиге, стал последним в игровой карьере ветерана команды. Летом 2005 года опытный футболист находился в расположении харьковского «Арсенала», готовившегося стартовать в первенстве второй лиги. Но в составе команды провёл только один поединок — 1 августа 2005 года приняв участие в кубковом противостоянии «Арсенала» против краснопольского «Явора» и вскоре покинул коллектив. Вернувшись в родной город, продолжал выходить на футбольное поле в составе любительских команд.

### Карьера тренера
Завершив игровую карьеру, Игорь Михайлович работал в детско-юношеском футболе. В январе 2008 года мини-футбольный клуб «Арарат» (Черкассы) под руководством Игоря Столовицкого стал обладателем Кубка Украины среди юношей 1996 года рождения, проходившем в Харькове, а уже через месяц ещё одна команда тренера — «Явор» (Смела), составленная из ребят 1994 года рождения, стала победителем первенства Украины по футзалу. В том же году Столовицкий вошёл в тренерский штаб черкасского «Днепра», возглавляемого Александром Рябоконем.
В 2012 году Игорь Михайлович занимает должность главного тренера любительской команды «Заря» (Белозорье), с которой дважды побеждал в первенстве Черкасской области и принимал участие в любительском чемпионате Украины. С января 2014 года Столовицкий становится помощником главного тренера черкасского «Славутича» Юрия Бакалова. После стартового матча первенства второй лиги 2014/15, в котором черкасская команда проиграла стрыйской «Скале», руководством клуба был отправлен в отставку Бакалов, а исполняющим обязанности главного тренера команды, получившей к тому времени новое название — «Черкасский Днепр», назначается Игорь Столовицкий. Под руководством нового наставника в чемпионате команда уступила ещё лишь один раз, проиграв в выездном поединке 7 тура своему основному конкуренту за победу в турнире — команде «Оболонь-Бровар», и к зимнему межсезонью занимала 2 место в турнирной таблице. 9 ноября решением руководства Игорь Михайлович был лишён приставки «исполняющий обязанности», став полноценным главным тренером коллектива. Весеннюю часть сезона черкащане провели ещё более уверенно, по ходу турнира возглавив турнирную таблицу, и за три тура до окончания первенства досрочно обеспечили себе путёвку в первую лигу. Одержав победы в оставшихся поединках, подопечные Игоря Столовицкого стали победителями второй лиги Украины. По итогам сезона наставник «Черкасского Днепра» был признан ПФЛ Украины лучшим тренером второй лиги.

## Достижения

### Как игрока
- Обладатель Кубка Украины: 1994/95
- Серебряный призёр чемпионата Украины: 1993/94
- Победитель первой лиги Украины: 2002/03

### Как тренера
- Серебряный призёр Первой лиги Украины: 2015/16
- Победитель Второй лиги Украины (2): 2014/15, 2018/19
- Лучший тренер Второй лиги Украины (2): 2014/15, 2018/19